# Плевен (железопътна гара)
Железопътна гара Плевен е железопътна гара, обслужваща град Плевен. Разположена е на жп линията София – Варна. Намира се на адрес: пл. „Иван Миндиликов“ № 3 в Северната промишлена зона.

## История
През 1895 г. започва строителството на линията Роман – Плевен – Шумен, която се открива за експлоатация на 8 ноември 1899 г. Тогава гара „Плевен-запад“ е била товарна и пътническа гара. На югоизток от нея е разположен град Плевен. Хората са пътували с файтони и са ходели пеша. Поради отдалечеността на гарата от града се наложило да се построи приемно здание за пътническата гара Плевен, която влиза в експлоатация през 1931 г., по времето на бележития плевенски кмет Иван Миндиликов. 